# Kanariebanan
Kanariebanan, cavendishbanan eller äppelbanan (Musa 'Dwarf Cavendish') är en steril triploid planta som har utvecklats ur ädelbananen (M. acuminata). Kanariebananen är egentligen inte en enda sort utan består av flera kloner. De flesta har tagits fram för fruktodlingar, men det finns flera sorter som är utpräglade prydnadsväxter.
Växten blir vanligtvis 5 meter hög (i undantagsfall 9 meter) och har nio centimeter långa frukter. Dessa innehåller flera sterila bruna frön som är 5 till 6 millimeter stora.

## Sorter
Fruktsorter:
- 'Basrai'
- 'Srimanti'

Prydnadssorter:
- 'Little Prince' - min minsta sorten, mindre än 'Super Dwarf Cavendish'.
- 'Purple Rain' - har mörka blad.
- 'Super Dwarf Cavendish' - en av de minsta sorterna utvecklad i Schweiz. Som synonymer anges 'Chyla Dwarf', 'Karin' (BANANARAMA) och 'Novak'.
- 'Tropicana'